# Axel Heibel

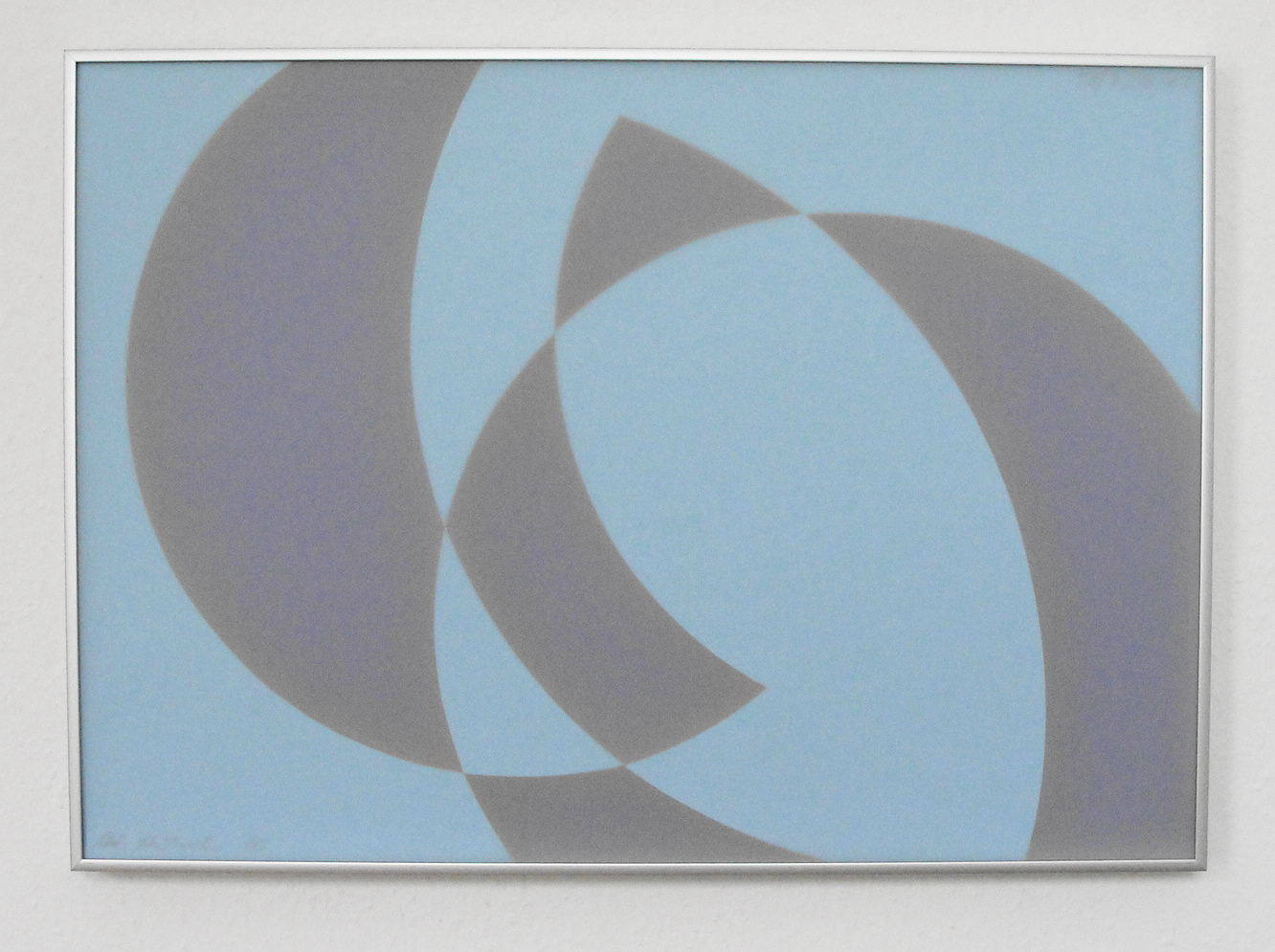
Wandobjekt Heibels

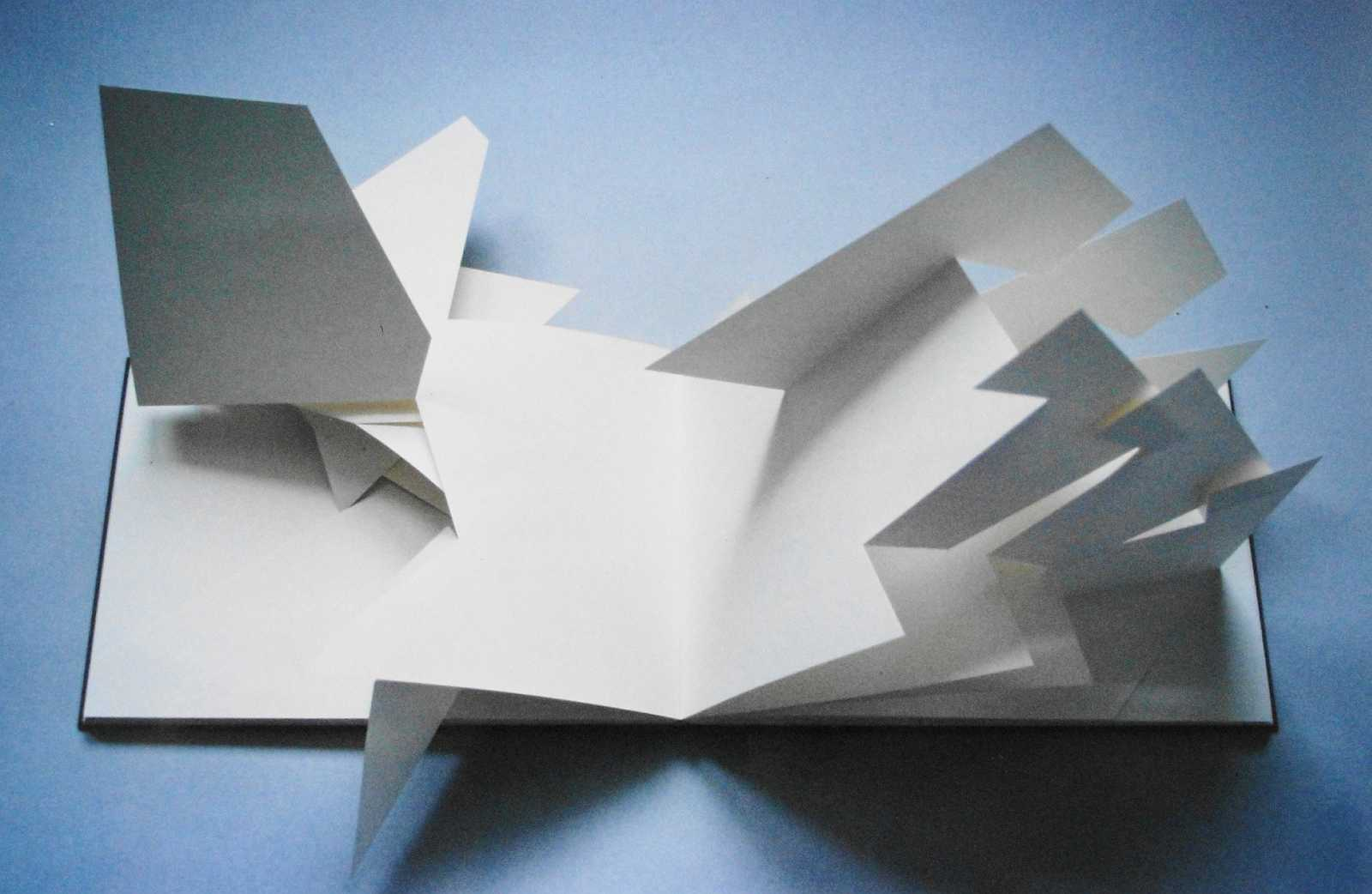
Assemblage Heibels

Axel Heibel (* 23. September 1943 in Oberlahnstein) ist ein deutscher Objektkünstler.

## Werk und Werdegang
Hauptmerkmal in Axel Heibels Werk ist die Reduktion und eine breite Fächerung von unterschiedlichen medialen Möglichkeiten.
Seit 1976 realisiert er Buchobjekte, die auf der Documenta 6 vorgestellt wurden. Bis heute fesselt ihn die Idee des Wechsels der Buchseiten. Dabei versucht er stets die Grenzen der gewohnten Buchform zu verändern oder in Frage zu stellen. Darüber hinaus reflektiert er in seinen Bucharbeiten das Blättern, das Lesen, das Betrachten. Die Folgerichtigkeit des Blätterns ist häufig verändert oder sogar behindert. Der Leser/Betrachter muss verschiedene Wege des Schauens und der Aneignung an das Buchobjekt finden.
Die Abbildung rechts, der sogenannten „Assemblage“, ist keine solche, da es sich dabei um ein Buchobjekt handelt, das aus den einzelnen Blättern des Buchblocks durch Einschneiden und Falten entstand. Die einzelnen Blätter können vom Betrachter gefaltet, d. h. dreidimensional aufgebaut werden. Das Buchwerk kann nach dem Betrachten gänzlich geschlossen werden.
In den ersten Jahren setzte Heibel oft die Faltung der Buchblätter ein. Dadurch wird der Betrachter/Benutzer aktiv in den Leseprozess eingebunden.
Die Unikate zeigen unterschiedliche Ansätze von Malerei, Zeichnung, Stempeldruck, Sprühen, Falten und Schneiden. Das Dreidimensionale seiner Buchwerke steht im Vordergrund und zeigt sich durch die wechselnden Eingriffe in den Buchblock. Seit Anfang der 1980er Jahre setzt er auch die Fotografie ein.
Parallel dazu setzte sich der Künstler von 1975 bis 1996 mit reduzierter Malerei auseinander.
Die Wirkung und Erscheinung von Farbe und Nichtfarbe ist seit 1996 sein Hauptthema. Den Dialog von Licht und Farbe setzt er in Wandobjekten um, die das Leuchten von reduzierter Farbe und Plastizität präsentieren.

## Biografie
Im Jahr 1943 wurde Heibel in Lahnstein geboren. 1967  begann er sein Studium an der Werkkunstschule in Offenbach. Von 1967 bis 1969  realisierte er monochrome, ein- und mehrflächige Faltobjekte aus Karton. Zwischen 1968 und 1971 erstellte er Objektgruppen aus meist transparentem, unfarbigem und auch farbigem Acrylglas, deren plastischer Charakter in verschiedenen Konstellationen durch Lageveränderung der gestaltgleichen oder -verwandten Einzelelemente variiert werden können. Dabei lag ein starkes Augenmerk auf dem Aspekt der Vergrößerung oder Verkleinerung und der Transparenz einer Plastik und dem Miteinbeziehen des Raums und des aktiven Betrachters.
Von 1968 bis 1972 studierte er an der Hochschule für Bildende Künste in Hamburg  (Malerei, Plastik, Film, Fotografie). Zwischen 1969 und 1974 gestaltete er unterschiedliche künstlerische Räume. Gleichzeitig fertigte er Konzeptzeichnungen für Raumdurchspannungen oder Hängeskulpturen an, die mit einfachsten Mitteln, weichen, nachgiebigen Materialien, operieren: gesamtbezogen auf Innenräume: Environments. Durch Einsetzen weicher Materialien können diese plastischen Gebilde nur bestehen oder entstehen mit Hilfe der Aufhängung, die sie in „Form“ hält.
Im Jahr 1970 erstellte er experimentelle Kurzfilme mit numerischen Schnittfolgen. Von 1970 bis 1972  fertigte er weiße und graue Rahmenobjekte aus Holzleisten mit Scharnieren. Zuerst steht die Veränderbarkeit im Vordergrund, später wird der statische Gesichtspunkt wichtiger. Zur gleichen Zeit farbige Zeichnungen, durch die Arbeit an den Objekten inspiriert.
1973  realisierte er sieben plastische Gruppen aus Metall für den öffentlichen Raum: Kunstallee zur IGA in Hamburg. Von 1973 bis 1974 erstellte er Raummodelle und -zeichnungen: Realisierung u. a. in der Kuppel der Hamburger Kunsthalle 1973. 1975 zog Heibel nach Düsseldorf um, seitdem beschäftigte er sich mit Malerei:  Falttücher, -papiere, -transparentpapiere.
Seit 1976 arbeitete er an Buchobjekten unterschiedlicher Art. Ab 1981 auch Buchobjekte mit fotografischem Material. 1977 nahm Heibel an der documenta 6 in Kassel teil. Seit dieser Zeit realisierte er auch mehrteilige Falttücher, angeregt durch die Komplexität der Buchwerke. Die Arbeit an den Falttüchern wurden weitergeführt zur komplexen Gestalt – als Reaktion der offen Form auf den umgebenden Raum.
1981/82 hielt er sich in Paris für ein halbes Jahr durch ein Stipendium des Kultusministeriums Nordrhein-Westfalen auf; dort knüpfte er zahlreiche Kontakte und war an Ausstellungen in Paris, Toulouse und Rouen beteiligt.
Von 1990 bis 1995 arbeitete er parallel zur Malerei auch an farbigen Kleinplastiken aus Karton. Von 1991 bis 1993 erhielt er einen Lehrauftrag an der Fachhochschule für Gestaltung Düsseldorf.
Von 1995 bis 1996 beschäftigte er sich mit dreischichtigen Zeichnungen auf Karton, die leicht dreidimensional sind. Ab 1996 beschäftigte er sich mit plastischen Objekten, die ab 2000 mehrteilig wurden und raumbezogen konzipiert waren. Der Anteil der Fotografie gewann ab 2002 an Bedeutung.

## Einzelausstellungen (Auswahl)
- 1972 Museum Folkwang, Essen
- 1973 Hamburger Kunsthalle, Hamburg
- 1974 Kunstverein Unna
- 1975 Kunstverein und Städtische Kunstsammlung, Gelsenkirchen; Museum Wiesbaden
- 1977 Galerie Jöllenbeck, Köln
- 1978 Karl Ernst Osthaus Museum, Hagen; Museum Bochum – Kunstsammlung
- 1978 Galerie der Stadt Mainz, Brückenturm
- 1979 Galerie Christel, Stockholm; Kunstmuseum Düsseldorf
- 1980 Kunsthalle und Institut für moderne Kunst, Nürnberg
- 1981 Galerie Januar, Bochum
- 1982 Wilhelm Lehmbruck Museum, Duisburg; Center for Book Arts Gallery, New York City[2]
- 1982 Galerie Hoffmann, Friedberg; studio a, Otterndorf / Kreis Cuxhaven
- 1984 Washington Project for the Arts, Washington, D.C.; Galerie Niepel, Düsseldorf
- 1986 Galerie Beatrix Wilhelm, Stuttgart
- 1987 Galerie Cuenca, Ulm;  Galerie Monochrom, Aachen
- 1988 Richard-Haizmann-Museum, Niebüll
- 1990 Gutenberg-Museum, Mainz
- 1992 Buchgalerie Mergemeier, Düsseldorf; Galerie Druck & Buch, Tübingen
- 1993 Art Gallery, Luxemburg
- 1994 Galerie J. Friedrich, Dortmund
- 1996 Niederrheinischer Kunstverein, Wesel
- 1997 Durhammer Galerie, Frankfurt/Main
- 1998 Suermondt Ludwig Museum, Aachen
- 1999 Hetjens-Museum, Düsseldorf
- 2001 Städtisches Museum, Kalkar
- 2002 Buchgalerie Mergemeier, Düsseldorf
- 2003 Galerie Cuenca, Ulm
- 2005 Galerie J. Friedrich, Dortmund
- 2006 Galerie Stracke, Köln; Gesellschaft für Kunst und Gestaltung, Bonn
- 2011 FFFZ Kulturforum, Düsseldorf